# Blue Panorama Airlines
Blue Panorama Airlines S.p.A. é uma companhia aérea italiana de voos regulares e charter fundada em 1998 pelo operador turístico Astro Travel, com sede em Fiumicino. Sob marca blu express oferece desde 2005 também voos de baixo custo. A companhia pertence a Distal & Itr Group (66,6%) e Franco Pecci (33.4%).
Em 2020, a companhia aérea anunciou que irá alterar seu nome para Luke Air, e divulgou uma nova pintura em um de seus novos A330.

## Frota

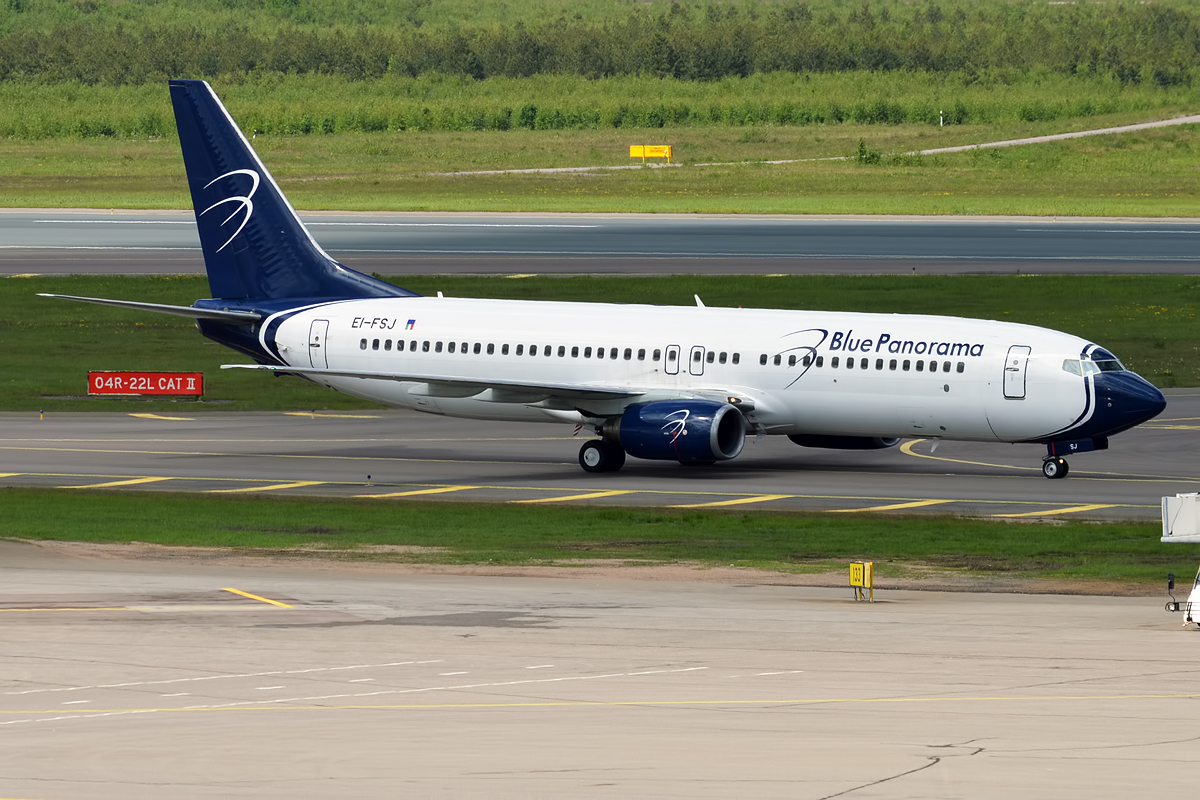
Boeing 737-800 da Blue Panorama Airlines.

Em 14 de Outubro de 2017 a frota era composta por: 
| Avião           | Quantidade                                         |
| --------------- | -------------------------------------------------- |
| Boeing 737-300  | 3                                                  |
| Boeing 737-400  | 2                                                  |
| Boeing 737-800  | 4                                                  |
| Boeing 767-300  | 3 (Serão Substituídos pelo A330-200)               |
| Airbus A330-200 | 2 (1 em encomenda, Substituirão os Boeing 767-300) |
| TOTAL           | 14                                                 |